# 媒體大攝匯
媒體大攝匯為鳳凰衛視資訊台製作的一個資訊性節目，節目會将两岸三地各电视台的社会民生新闻做一个重新包装，让观众在十二分钟时间里，了解两岸三地的社会生活。
台灣的新聞片段多數取自東森新聞，而中國大陸的新聞片段多數自各個地方電視台（例如南方電視台、安徽衞視）等。
2011年4月15日起，鳳凰衛視香港台開始以兩岸大特搜名義由前亞視新聞主播及編輯主持及製作，節目會收集台灣和中國大陸的一些較輕鬆和趣味性的新聞片段於節目播放，惟部分片段亦取自媒體大攝匯並改以廣東話播出。
兩岸大特搜已於2014年12月27日播出最後一期；而媒體大攝匯亦於2015年10月2日播出最後一期，並与已于2014年12月28日停播的《凤凰资讯榜》合并为《新聞朋友圈》。

## 播放時間[2]
以下以香港时间为准。

### 媒體大攝匯
- 首播：星期一至五下午4時45分至5時
- 重播：星期一至五晚上7時45分至8時；次日凌晨4時至4時15分及早上8時45分至9時；星期六下午4時30分至5時（重播星期一、二）；星期日下午3時30分至4時（重播星期四、五）

### 兩岸大特搜
- 首播：逢星期六晚上7時30分至7時45分、晚上7時45分至8時
- 重播：星期日深夜4時30分至4時45分、深夜4時45分至5時；早上6時至6時15分、早上6時45分至7時；星期一深夜3時45分至4時；早上6時30分至6時45分、早上6時45分至7時；早上10時30分至10時45分、早上10時45分至11時
- 但可能會因《娛樂大舞台》的部份節目不足2小時，所以會於《娛樂大舞台》後播放一節為時15分鐘的節目以補《娛樂大舞台》的時間不足。
- 如《金股齊明》暫停播出，會於兩節為時15分鐘的節目作出替代。

## 主持／主編
- 马斌（媒體大攝匯前主持，停播前已離職）
- 王峰（媒體大攝匯主持）
- 李冬（媒體大攝匯前主編）
- 曾美珍（媒體大攝匯前主編，停播前已離職）
- 何松竹（媒體大攝匯前主編，停播前已離職）
- 劉豔軍（媒體大攝匯主編）
- 霍繼周（媒體大攝匯主編）
- 郭方（媒體大攝匯代班主編）
- 姜聲揚（媒體大攝匯代班主持）
- 萬俊（媒體大攝匯代班主持）
- 陈淑婉（媒體大攝匯代班主持）
- 林瑋婕（媒體大攝匯代班主持）
- 蕭莉（兩岸大特搜主持兼主編）
- 黃珊（兩岸大特搜前主持兼主編）
- 曾詠珊（兩岸大特搜前主持兼主編，停播前已離職）
- 薩文（兩岸大特搜前主持兼主編，停播前已離職）

## 特别改动
- 每年1月第一周播出《XXXX（年份）非常榜》代替此節目，并在中文台《皇牌大放送》播出完整版；春節前後暫停播出。
- 2014年世界杯足球赛期間資訊台改播《足球狂熱》代替此節目，星期六重播时段改以《香港话你知》（首播）代替；星期日重播时段改以《凤凰资讯榜》（重播）代替，而香港台則改為以一集首播、一集重播梅花間竹形式繼續播放（首播時一般為兩集新片，每集一節）。